# Roman Škutchan
Roman Škutchan (ur. 25 listopada 1972 w Ostrawie) – czeski hokeista.
Jego syn Adam (ur. 1995) także został hokeistą i zawodnikiem Stoczniowca Gdańsk.

## Kariera
- Stoczniowiec Gdańsk (1998-2002)
- HC Sareza Ostrawa (2003-2004)
- Stoczniowiec Gdańsk (2004-2011)
- HC Montpellier (2012-2013)
- HC Bobři Valašské Meziříčí (2013-2014)

## Osiągnięcia
Klubowe
- Awans do 1 ligi czeskiej: 2004 z HC Sareza Ostrawa

Indywidualne
- Ekstraliga polska w hokeju na lodzie (1999/2000)[3]:
  - Pierwsze miejsce w klasyfikacji strzelców w sezonie zasadniczym: 23 gole
  - Pąte miejsce w klasyfikacji strzelców w sezonie zasadniczym: 38 punktów